# Dragotin
Dragotin är en ort i Kroatien.   Den ligger i länet Baranja, i den östra delen av landet, 190 km öster om huvudstaden Zagreb. Dragotin ligger 132 meter över havet och antalet invånare är 254.
Terrängen runt Dragotin är platt. Runt Dragotin är det ganska tätbefolkat, med 199 invånare per kvadratkilometer. Närmaste större samhälle är Đakovo, 9,4 km nordost om Dragotin. Trakten runt Dragotin består till största delen av jordbruksmark.